# Boris Savović
Boris Savović (cyr. Борис Савовић; ur. 18 czerwca 1987 w Trebinju) – czarnogórski koszykarz występujący na pozycjach silnego skrzydłowego lub środkowego, posiadający także serbskie obywatelstwo, obecnie zawodnik Parmy.
14 lipca 2017 został zawodnikiem Stelmetu BC Zielona Góra. 9 grudnia 2018 opuścił klub za porozumieniem stron.

## Osiągnięcia
Stan na 26 kwietnia 2021, na podstawie, o ile nie zaznaczono inaczej.
Klubowe
- Mistrz:
  - Ligi Adriatyckiej (2005)
  - Niemiec (2014)
  - Czarnogóry (2010, 2015, 2017)[7][8]
- Wicemistrz:
  - Ligi Adriatyckiej (2008)
  - Serbii (2008, 2011)[9]
  - Serbii i Czarnogóry (2005)
- 3. miejsce w Eurocup (2005, 2006, 2009)
- 4. miejsce:
  - w FIBA Europe Cup (2021)[10]
  - w Lidze Adriatyckiej (2015, 2017)
  - podczas mistrzostw Włoch (2016)
- Zdobywca pucharu:
  - Serbii (2013)[11]
  - Czarnogóry (2010, 2015, 2017)[7][8]
- Finalista:
  - pucharu:
    - Serbii i Czarnogóry (2006)
    - Serbii (2008)

  - superpucharu Polski (2017)[12]
- Uczestnik rozgrywek:
  - EuroChallenge (2009/120, 2014/15)
  - pucharu FIBA Europe (2015/16)

Indywidualne
(* – oznacza nagrody przyznane przez portal eurobasket.com)
- MVP 27. kolejki Ligi Adriatyckiej (2014/15)
- Najlepszy skrzydłowy ligi czarnogórskiej (2017)*[8]
- Zaliczony do:
  - I składu:
    - ligi czarnogórskiej (2017)*[8]
    - defensywnego ligi serbskiej (2011)*[9]
    - zawodników krajowych ligi serbskiej (2011)*[9]

  - II składu ligi:
    - serbskiej (2013)*[11]
    - czarnogórskiej (2015)*[7]

  - składu honorable mention ligi serbskiej (2011)*[9]
- Lider ligi adriatyckiej w zbiórkach (2013)

Reprezentacja
- Mistrz Europy U–20 dywizji B (2007)